# Косшы
Косшы (каз. Қосшы, до 2010 г. — Кощи) — город областного значения в Акмолинской области Казахстана (в 329 км от областного центра — Кокшетау ; в непосредственной близости от города республиканского значения , столицы Республики Казахстан — Астана). Код КАТО — 116651100.

## География
Граничит с городом Астана и Целиноградским районом Акмолинской области. Город расположен на левом берегу канала Саркырама, который вытекает из реки Нуры в Ишим. За 10 лет территория Косшы выросла в девять раз — со 175 га до 1560 га.
Площадь территории, которая административно подчиняется городскому акимату, по данным Казстата составляет около 500 км².

## Инфраструктура
Электроснабжение
Около 2,3 тыс. домохозяйств на начало ноября 2021 года не имели подключения к электроснабжению, для решения проблемы необходимо соорудить 125 километров линий электроснабжения.
Водоснабжение
Более 3,5 тысячи жилых домов на начало ноября 2021 года не имели подключения к централизованному водоснабжению; для решения проблемы необходимо построить 118 километров водопроводных сетей.
Отопление
Централизованным отоплением на начало ноября 2021 года было обеспечено около 500 тысяч квадратных метров жилья, то есть лишь 48 % населения. Необходима реконструкция центральной котельной и тепловых сетей протяжённостью 15 километров.
Улично-дорожная сеть
Общая протяжённость улично-дорожной сети на начало ноября 2021 года составляла 185 километров, из них 77 километров (41 %) нуждались в реконструкции. Основная часть улиц не освещалась, уличное освещение имела 61 улица, эксплуатировались 1,8 тыс. уличных светильников. Общая протяжённость улиц, на которых производилась снегоочистка, составляла 118,08 км.
Внутригородской общественный транспорт
Запуск первых линий внутригородского транспорта запланирован на 2022 год.

## Территориальное деление
В городскую территорию города входит сам город (включая мкр. Лесная поляна) и  село Тайтобе.
На территории города выделяются 21 номерной микрорайон.
На территории, которая подчинена городскому акимату, по данным на 1 января 2023 года, учтено 1 село, однако ранее (на 1 января 2022 года) никаких сельских населённых пунктов на этой территории учтено не было, при этом число сёл Целиноградского района в промежутке между 1 января 2022 и 1 января 2023 года сократилось на одну единицу; Казстат ни на 1 января 2022 года, и на 1 января 2023 года в составе городского акимата Косшы не учитывал никакого сельского населения.

## Население
Согласно Всесоюзной переписи населения 1989 года, в селе Кощи Кощинского сельского совета Целиноградской области было 2196 жителей, среди которых казахи составляли 32 %, русские — 26 %, немцы — 21 %. В селе Тайтобе (ныне в составе города Косшы) было 366 жителей, а в посёлке Госплемстанция — 356 жителей.
Согласно переписи 1999 года население села составляло 1742 человека (1033 мужчины и 709 женщин).
По данным переписи 2009 года в селе проживало 4527 человек (2341 мужчина и 2186 женщин).
По мнению ряда СМИ фактическое население Косшы в начале 2018 года могло достигать 50 тыс. жителей, формальный статус села не способствовал совершенствованию инфраструктуры села.
Комментируя свой указ об изменении статуса Косшы на город областного значения, президент Казахстана заявил, что «На бумаге там проживает, по-моему, около 40 тысяч человек. На самом деле — 80 тысяч».
Численность населения по хозяйственной книге 2021 году составляло 50,6 тыс. человек.
По заявлению акима Акмолинской области, сделанному в ноябре 2021 года, в Косшы проживало «почти 65 тыс. жителей».
По данным текущего статистического учёта, базировавшегося на переписи 2009 года, население Косшы на 1 января 2022 года составляло 18 987 жителей. На начало 2023 года население составляло 51 664 жителя.
Национальный состав (на начало 2023 года):
- казахи — 47 410 чел. (91,77 %)
- русские — 1879  чел. (3,64 %)
- татары — 371 чел. (0,72 %)
- украинцы — 352 чел. (0,68 %)
- немцы — 301 чел. (0,58 %)
- узбеки — 207 чел. (0,40 %)
- корейцы — 186 чел. (0,36 %)
- азербайджанцы — 116 чел. (0,22 %)
- другие — 842 чел. (1,63 %)
- Всего — 51 664 чел. (100,00 %)

## История
21 июня 2012 года была утверждена постановлением Правительства Республики Казахстан программа «Доступное жильё — 2020», согласно которой на проведение в Акмолинской области предварительных работ по развитию села Косшы, как города-спутника города Астаны планировалось выделить 29,1 млрд тенге, в том числе: в 2012 году — 2,214 млрд тенге, в 2013 году — 2300 млн тенге, в 2014 году — 4200 млн тенге, в 2015 году — 2900 млн тенге, в 2016 году — 3500 млн тенге, в 2017 году — 3500 млн тенге, в 2018 году — 3500 млн тенге, в 2019 году — 3,5 млрд тенге, в 2020 году — 3,5 млрд тенге.
27 июля 2021 года указом президента Казахстана населённый пункт Косшы был отнесён к категории городов областного значения и выделен из состава Целиноградского района.

## Акимы
1. Касенов, Гайдар Кабдуллаевич (23 августа 2021 — 11 ноября 2024)[25]
2. Капышев, Азамат Есимович (с 11 ноября 2024)[1]

## Экономика
В 2016 году был открыт Центр по хранению и обработке электронных данных (ТОО «CLOUD MASTER»). В городе работает завод «Сапа Су» с проектной мощностью более 50 тысяч тонн железобетонных изделий для канализации, водоотведения, энергоснабжения, мелиорации, телекоммуникаций, очистки стоков и утилизации дождевой воды.
В городе находятся завод по производству пластиковых труб и Республиканский племенной центр по животноводству «Асыл түлік». Здесь же расположена Академия правоохранительных органов при Генеральной прокуратуре Республики Казахстан.

## Транспорт
Косшы расположен вблизи дороги P-3 Астана — Кабанбай батыра — Темиртау. Транспортное сообщение с городом Астана обеспечивается пригородными маршрутами № 302, 303, 320, 323.